# Yr Eifl
Yr Eifl (penisola di Lleyn, Galles nord-occidentale) è un rilievo composto da tre sommità, ciascuna abbastanza separata dalle altre: Tre'r Ceiri (485 metri), Garn Ganol (la cui sommità era un tempo considerata ad 564 metri di quota, ma oggi più accuratamente misurata in 561  m s.l.m. ) e Garn For (444 metri). Garn Ganol, la sommità centrale, è la più alta,  Garn For, la sommità più a nord è la più bassa. La terza sommità, Tre'er Ceiri, sul lato sud-orientale, è d'altezza intermedia e ospita una fortezza dell'Età del Ferro.

## Accesso

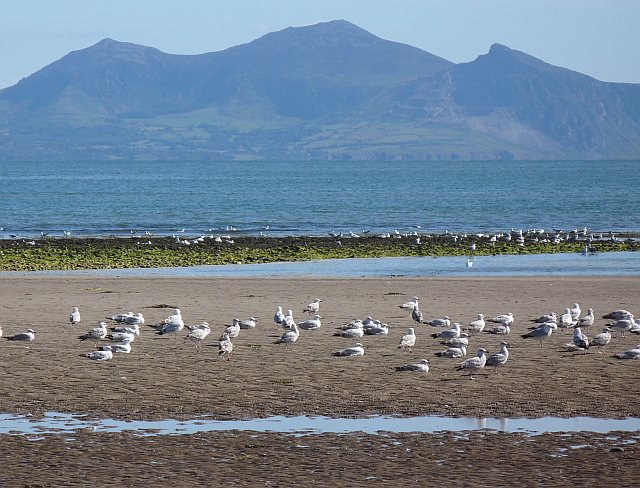
Le tre sommità di Yr Eifl viste da Ynys Llanddwyn

Le strade conducono sulla collina da Llithfaen, Llanaelhaearn e Trefor. Sul lato ovest dell'Yr Eifl, c'è una piccola valle che conduce giù al mare. Si tratta della "Nant Gwrtheyrn" ("valle di Vortigern"), una valle senza strade pubbliche, che ora è sede di un centro d'insegnamento della lingua gallese.  Nei giorni in cui il cielo è limpido, dalla sommità si possono vedere l'isola di Man, i monti Wicklow (in Irlanda) e il Lake District, così come la baia di Cardigan.